# Сновськ (локомотивне депо)
Локомоти́вне депо́ «Сновськ» (ТЧ-12) — одне з 9 основних локомотивних депо Південно-Західної залізниці. Розташоване на станції однойменній станції.

## Історичні відомості
Засноване 1873 року під час прокладання Лібаво-Роменської залізниці.